# Little Blade

Little Blade est une série de bande dessinée française de science-fiction. 
- Scénario : Jean-Pierre Pécau
- Dessins : Def
- Couleurs : Hubert

## Albums
- Tome 1 : Le Patrouilleur du vent (2000)[1]
- Tome 2 : La Licorne (2002)

## Publication

### Éditeurs
- Delcourt (Collection Neopolis) : Tomes 1 et 2 (première édition des tomes 1 et 2).